# Sertão de Rodelas

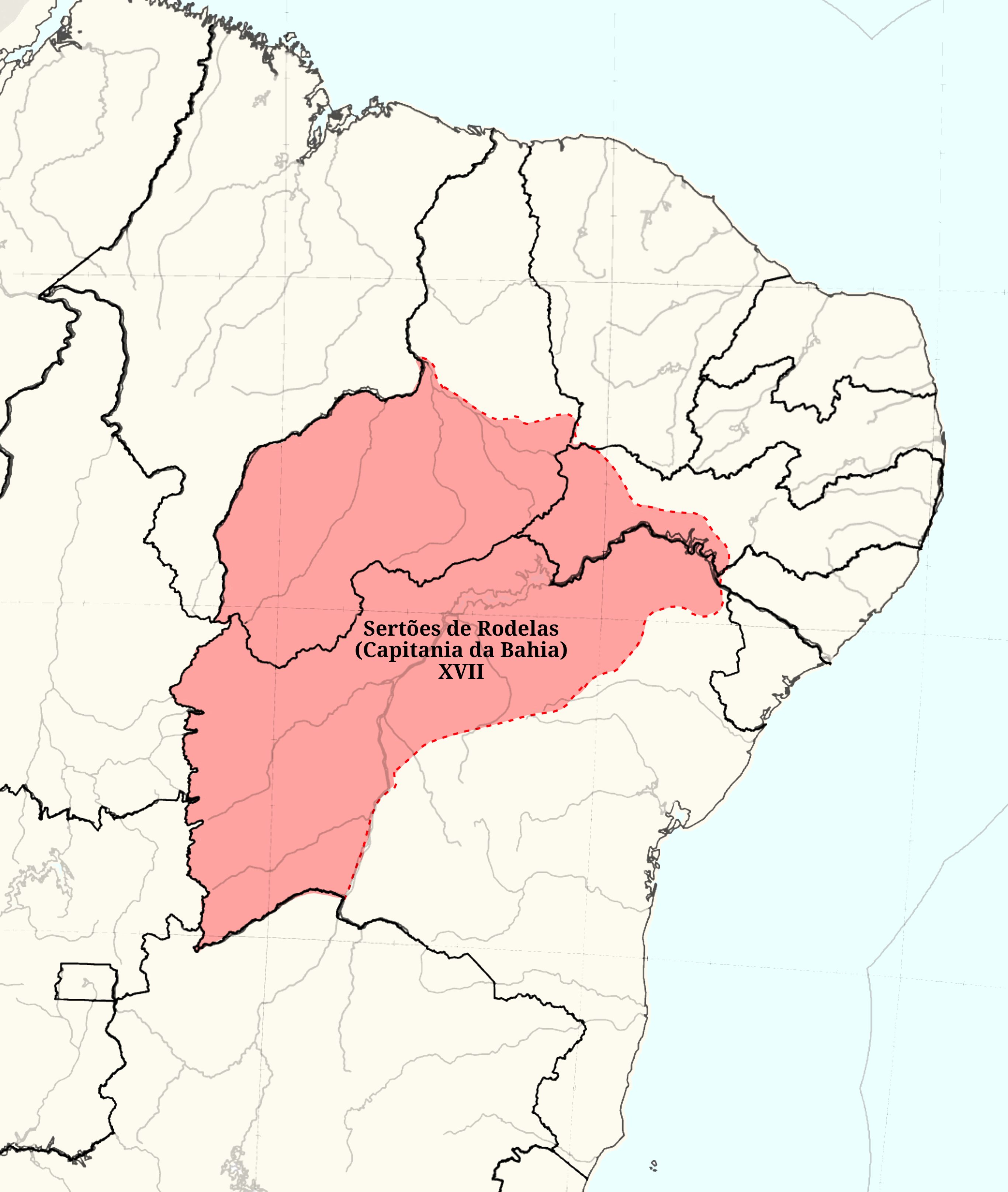
Area aproximada do sertão de rodelas segundo o manuscrito da ultramarinha de Lisboa.

O Sertão de Rodelas foi uma região de ocupação colonial primitiva vinculada à Capitania da Bahia no período colonial, situada no Médio Rio São Francisco e região do Gurguéia, abrangendo áreas atualmente nos estados da Bahia, Pernambuco e Piauí.
Durante os séculos XVII e XVIII, a margem esquerda do Rio São Francisco (que se localizava também no Sertão de Rodelas) foi palco de disputas administrativas, religiosas e territoriais, refletindo a complexidade das fronteiras coloniais internas do Brasil. Essa região primitivamente pertencente a Bahia, passou a fazer parte de Pernambuco oficialmente de 1715 até 1824, quando passou a fazer parte de Minas Gerais, e reintegrada a Bahia novamente em 1827, onde permanece até hoje.

## História

### Colonização e conquista territorial

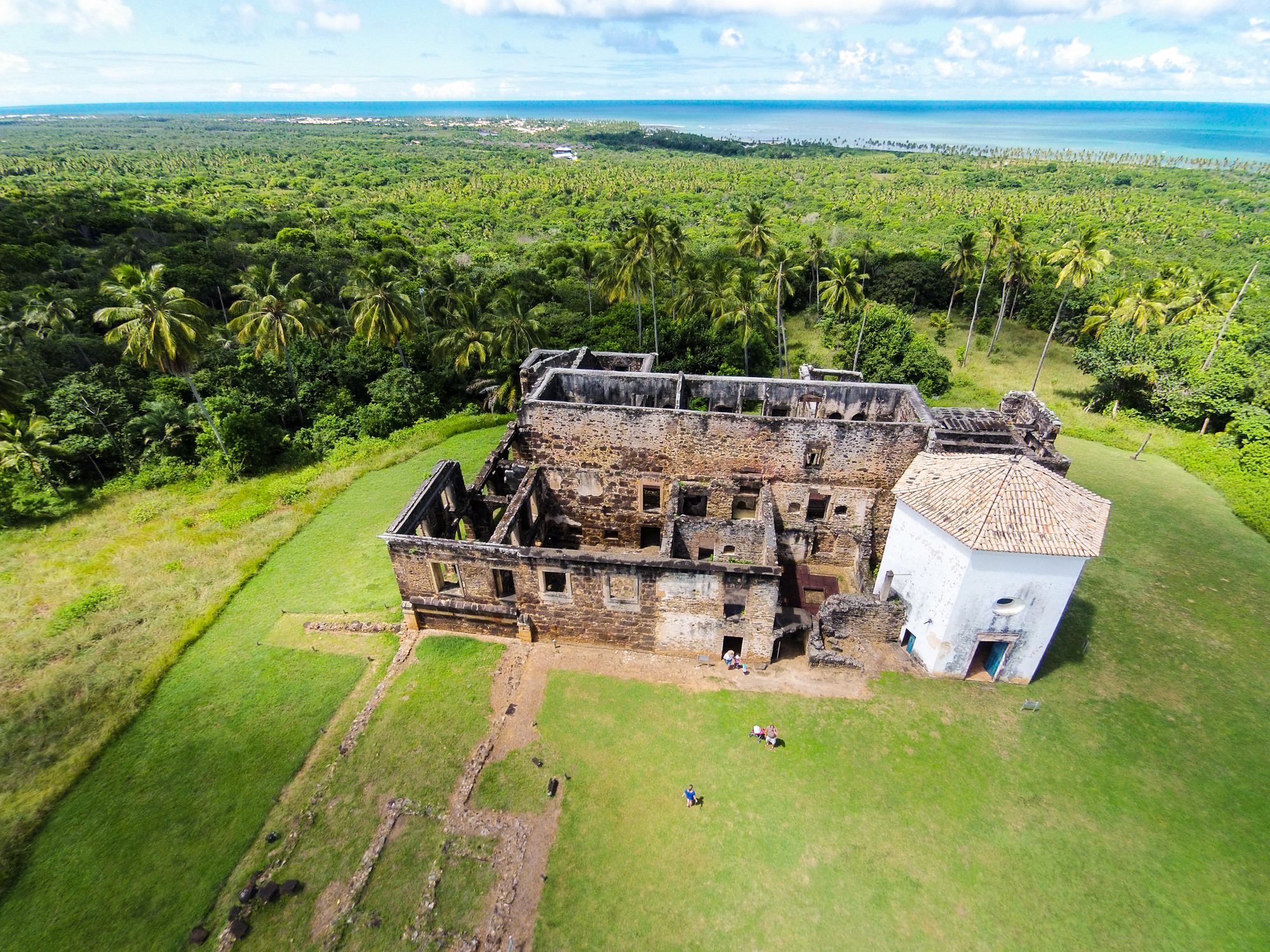
Casa da Torre de Garcia D'Ávila (Mata de São João, Bahia).

Inicialmente habitado por grupos indígenas, como os Tuxás dentre outros, a região do Sertão de Rodelas começou a ser conquistada e colonizada pela casa da torre de Garcia D'Ávila, especialmente por rendeiros e missionários católicos, além de vaqueiros baianos. Entretanto, a colonização da casa da torre ia além, colonizando não só o Sertão de Rodelas, bem como outras partes do Nordeste; atual Sergipe, Sertão de Pernambuco (com exceção do Agreste), partes da Paraíba, sul do Ceará e partes da região norte do Piauí (além do Gurguéia).
Durante o século XVII, o Sertão de Rodelas integrava a jurisdição territorial da Capitania da Bahia, sob administração da Casa da Torre de Garcia d’Ávila. O território era fiscalizado juridicamente pela comarca de Jacobina e subordinado à Relação da Bahia.

### Disputas territoriais e o decreto de 1715
A partir da década de 1690, autoridades da Capitania de Pernambuco passaram a descrever e fiscalizar a região, especialmente a margem esquerda do rio São Francisco. Em 1697, um relatório foi enviado ao Conselho Ultramarino por autoridades pernambucanas, especialmente pelo Caetano de Melo e Castro, governador da capitania de Pernambuco, descrevendo a desarmônica distribuição das sesmarias, além da baixa fiscalização. Apesar dessa interferência, a posse legal continuava sendo da Bahia.

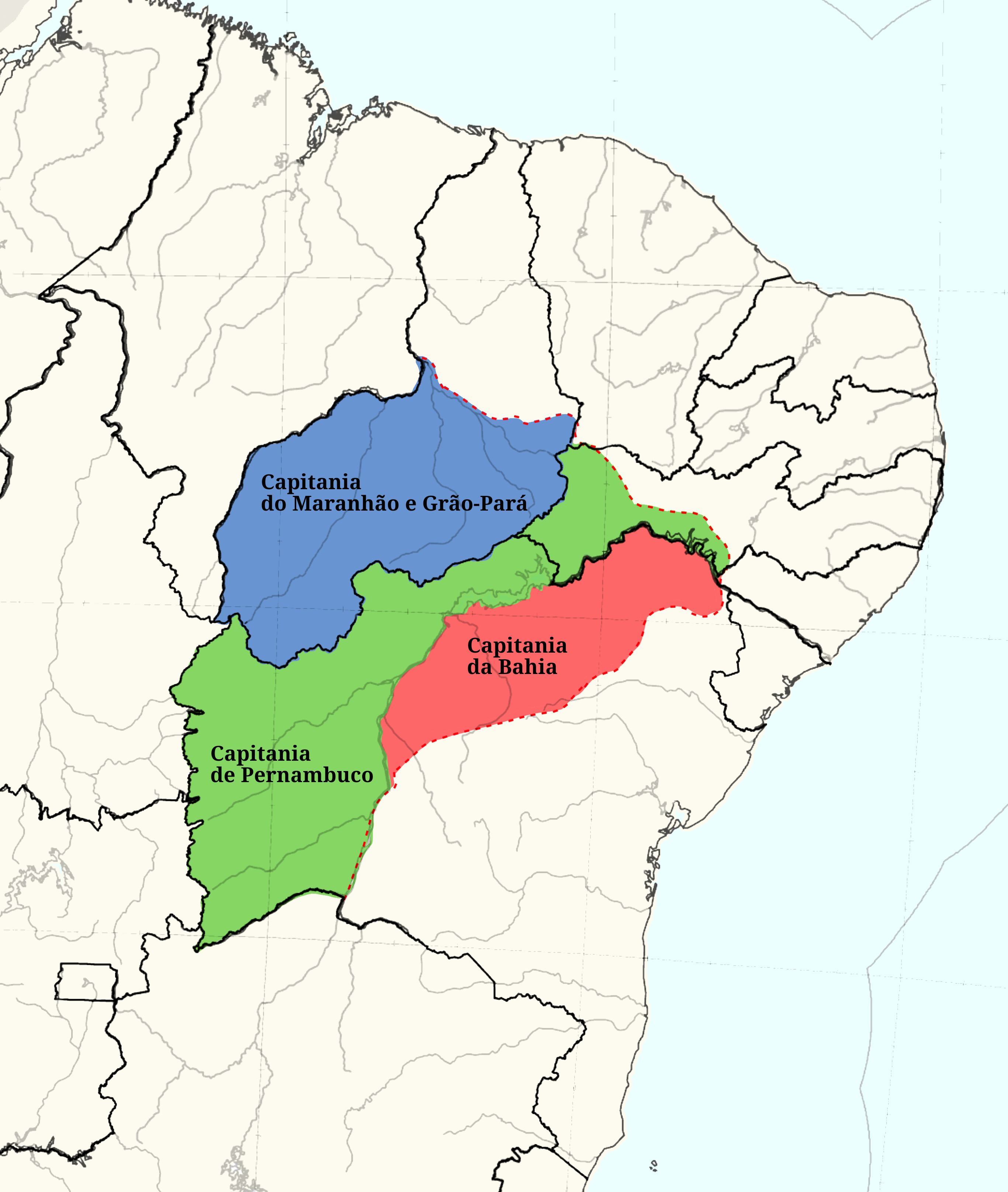
Divisão territorial do sertão de rodelas em 1715, a partir do decreto régio da coroa portuguesa.

A mudança formal ocorreu somente em 1715, com um decreto régio que transferiu a administração civil da margem esquerda do São Francisco para Pernambuco, e a região do Gurguéia (futuro Piauí) para o Maranhão. A jurisdição judicial, no entanto, ainda permaneceu ligada à Bahia por mais tempo, através da comarca de Jacobina. A margem direita do rio permaneceu sob administração baiana.
No século XIX, a margem esquerda do São Francisco foi reorganizada, passando a se chamar "comarca do Sertão de Pernambuco" e posteriormente "comarca do Rio São Francisco". Como punição pela confederação do equador, a coroa portuguesa decide passar essa região a província de Minas Gerais em 1824, quando decidiu passar novamente para a Bahia em 1827, onde permanece até hoje.

## Presença missionária
Além do processo de ocupação de missionários da casa da torre, destacaram-se também as missões capuchinhas, especialmente a atuação do francês Frei Martinho de Nantes em fins do século XVII, que ajudou nas fundações de aldeamentos e catequização de povos indígenas na região. A atuação religiosa coexistia com a expansão do latifúndio pecuarista, sob arrendamento ou domínio direto da Casa da Torre.